# Ozero Berezja
Ozero Berezja (ryska: Озеро Бережа) är en sjö i Belarus.   Den ligger i voblasten Vitsebsks voblast, i den norra delen av landet, 180 km norr om huvudstaden Minsk. Ozero Berezja ligger 134 meter över havet. Arean är 0,63 kvadratkilometer. Den sträcker sig 0,9 kilometer i nord-sydlig riktning, och 0,9 kilometer i öst-västlig riktning.
Omgivningarna runt Ozero Berezja är en mosaik av jordbruksmark och naturlig växtlighet. Runt Ozero Berezja är det glesbefolkat, med 19 invånare per kvadratkilometer.